# غيدقاوات
للاطلاع على ثعابين البحر في الميثولوجيا وعلم دراسة الحيوانات الخفية، يرجى الاطلاع على حية البحر.
الغيدقاوات وتعرف كذلك باسم ثعابين البحر (الاسم العلمي: Hydrophiinae) هي أسرة من الزواحف تتبع الفصيلة العرابيد من رتبة الحرشفيات. تعد مجموعة من الثعابين السامة التي تقطن البيئات البحرية في أغلب فترات حياتها. ورغم أنها تطورات من أسلاف كانت تعيش على الأرض، إلا أن معظمها تأقلم بشدة مع الحياة البحرية الكاملة، ولا يمكنها الانتقال إلى الحياة على البر، باستثناء الجنس Laticauda، الذي يحتفظ بالسمات التي كانت موجودة لدى الأسلاف، مما يسمح لها بالحركة المحدودة على البر. وهي تتواجد في المياه الساحلية الدافئة من المحيط الهندي إلى المحيط الهادي.
وجميعها لديها ذيول تشبه المجداف، والعديد منها لديه جسد مضغوط من الجانبين يجعلها تشبه الأنقليس. وبخلاف الأسماك، فإنها لا تحتوي على خياشيم، ويجب أن تطفو على السطح بشكل منتظم من أجل التنفس. وهي من أكثر الكائنات البحرية بين كل الفقاريات التي تتنفس الهواء. وبين هذه المجموعة، تظهر بعض الأنواع التي تحتوي على أقوى السموم بين كل الثعابين. وبعضها تصرفاته هادئة، ولا يقوم بالعض إلا عند الاستفزاز فقط، إلا أن بعضها الآخر أكثر عنفًا. وحاليًا، هناك 17 جنسًا توصف على أنها ثعابين بحر، وهي تشتمل على 62 نوعًا.

## أجناس الغيدقاوات
- الغيدقة
- المنهدرة
  - منهدرة متشققة
  - منهدرة زويفلية

## كتابات أخرى
- Graham JB, Lowell WR, Rubinoff I, Motta J. 1987. Surface and subsurface swimming of the sea snake Pelamis Platurus. J. exp. Biol. 127, 27-44. PDF at the [Journal of Experimental Biology]. Accessed 7 August 2007.
- Rasmussen AR. 1997. Systematics of sea snakes; a critical review. Symp. Zool. Soc. London 70, 15-30.
- Smith MA. 1926. Monograph of the sea snakes (Hydrophiidae). British Museum of Natural History, London.
- Voris HK. 1977. A phylogeny of the sea snakes (Hydrophiidae). Fieldiana Zool. 70, 79-169.
- Whitaker R. 1978. Common Indian Snakes: A Field Guide. Macmillan India Limited.

## وصلات خارجية
- Sea Snakes in Qatar
- Sea Snakes at Scubadoc's Diving Medicine Online. Accessed 6 August 2007.
- Diving Gunung Api: Volcano Of The Sea Snakes نسخة محفوظة 15 نوفمبر 2019 على موقع واي باك مشين. - first hand account of scuba divers interacting with sea snakes at the Indonesian volcano Gunung Api, June 2009
- Alexis Gillham, Man cheats sea snake, Townsville Bulletin, 8 November 2010. Accessed 8 November 2010